# Nakamura Keito
Nakamura Keito (中村 敬斗) (Abiko, 2000. július 28. –) japán válogatott labdarúgó, a Reims játékosa.

## Klub
A labdarúgást a Gamba Oszaka csapatában kezdte. 2019 és 2020 között a FC Twente csapatában játszott. 2020-ban a K Sint-Truidense VV csapatához szerződött.
2023. augusztus 10-én a francia Reims szerződtette.

## Nemzeti válogatott
A japán U20-as válogatott tagjaként részt vett a 2019-es U20-as labdarúgó-világbajnokságon.